# Arcilesbica
Arcilesbica est une association de femmes lesbiennes italiennes. Elle naît officiellement en décembre 1996 de la séparation d’Arcigay et d’Arcilesbica en deux entités distinctes. L’adhésion à Arcilesbica est réservée aux femmes et aux organisations composées et dirigées exclusivement par des femmes. En 2014, Arcilesbica comptait 1 017 membres.
La présidente d’Arcilesbica est Cristina Gramolini depuis 2017. Le logo Arcilesbica représente deux symboles de Vénus qui s'entrelacent en deux ailes formant un papillon.

## Histoire
L’association Arcigay est créée en 1980. Elle comprend aussi bien des femmes que des hommes, bien que ces derniers représentent une majorité absolue. En 1988, Graziella Bertozzo et d’autres femmes créent un groupe local lesbien à Vérone sous le nom d’Arci Gay Donna. En 1990, les lesbiennes représentent 50 % des sièges de l’association nationale, et Bertozzo en devient secrétaire. En 1994, l’association est renommée Arcigay-Arcilesbica, avant d’être divisée entre Arcigay et Arcilesbica deux ans plus tard, en décembre 1996,.
À partir de 2016, elle prend des positions de plus en plus critiques vis-à-vis de la prostitution et de la gestation pour autrui rémunérée,, en opposition à l’association Famiglie Arcobaleno (it), qui lui valent des accusations d’alignement avec la droite conservatrice,. La victoire, au congrès national de 2017, de la motion TERF, « Aux maux extrêmes, lesbiennes extrêmes » contre « Redécouvrir les relations » conduit divers chapitres à se désaffilier d’Arcilesbica, en désaccord avec la politique de l'association jugée excessivement radicale,,,.
En juin 2019, plus de 100 associations s’associent à Famiglie Arcobaleno (it) pour condamner une communication de l’antenne modénoise d’ArciLesbica sur Facebook jugée transphobes,. Les antennes ferraraise et romaines d’ArciLesbica condamnent également l’intervention modénoise. En octobre 2019, Arcilesbica Nazionale intervient en défense devant la Cour de cassation française dans l’affaire de la reconnaissance de la filiation d’un parent d’intention d’enfants nés par GPA (affaire Mennesson). La Cour de cassation déclare l'intervention irrecevable.
En 2020, à la suite de nouvelles revendications excluant les personnes trans et considérées comme transphobes,, une demande d'expulsion d’Arcilesbica signée par 74 associations et clubs Arci et par 2 906 personnes est remise à la fédération ARCI,.

## Présidentes
- de 1996 à 2002 : Titti De Simone
- de 2002 à 2005 : Cristina Gramolini
- de 2005 à 2012 : Francesca Polo
- de 2012 à 2015 : Paola Brandolini
- de 2015 à 2017 : Roberta Vannucci[24]
- depuis 2017 : Cristina Gramolini

## Implantations locales
- ArciLesbica Milano Zami (depuis 1997)[25]
- ArciLesbica Novare L’isola che c’è[26]
- ArciLesbica Trentin-Haut-Adige L’altra venere[27]
- ArciLesbica Modène[28]
- ArciLesbica Ferrare[17]
- Arcilesbica Pise-Livourne (depuis 2016)[29]
- Arcilesbica Florence[30]